# Wilhelm Koenig (Politiker)
Wilhelm Koenig (* 1. August 1902 in Weißensee; † 4. September 1972 in Erfurt) war ein deutscher Berufssoldat und Politiker der LDP(D) in der Sowjetischen Besatzungszone und der DDR. Er war Mitglied des Thüringer Landtages und der Provisorischen Länderkammer der DDR.

## Beruflicher Werdegang
Koenig wurde 1902 als Sohn eines Arztes im thüringischen Weißensee geboren. Zunächst besuchte er im Heimatort von 1908 bis 1911 eine Privatschule, anschließend absolvierte er bis 1914 die Selekta in Weißensee. Danach besuchte König bis 1920 ein Gymnasium bzw. ein Realgymnasium, das er mit der Obersekundareife verließ.
Koenig ergriff 1920 die Chance, sich für eines der durch den Versailler Vertrag erforderlichen, neu aufgestellten Reiter-Regimenter der Reichswehr zu bewerben. Er begann seine Ausbildung bei der Ausbildungs-Eskadron des 16. Reiter-Regiments in Hofgeismar, wo er bis 1925 diente. Anschließend wurde er an den Stabsstandort des Regiments nach Erfurt versetzt, wo er bis 1930 diente. Nach 10-jähriger Dienstzeit schied Koenig zunächst aus der Reichswehr aus und wurde Verwaltungsangestellter, zunächst bei der Flugwetterwarte in Erfurt. Diese wurde 1935 zur Thüringischen Landeswetterwarte umgewidmet, kurz darauf zur Reichswetter-Dienststelle Erfurt, wo Koenig bis 1940 als Wetterfunker tätig war. Anschließend diente Koenig bis Kriegsende wieder in der Wehrmacht als Soldat. Nach dem Krieg war Koenig, soweit bekannt, hauptamtlich für die LDP tätig.

## Politische Karriere
Koenig trat zum 1. Februar 1931 in die NSDAP ein (Mitgliedsnummer 498.523), wurde aber bereits im Oktober des gleichen Jahres aus der Partei ausgeschlossen.
Nach Kriegsende wurde Koenig Mitglied der LDP, die in Thüringen ihren stärksten Landesverband in der Sowjetischen Besatzungszone aufwies. Seine Partei vertrat er nach den ersten Kommunalwahlen 1946 für eine gewisse Zeit als Abgeordneter im Kreistag von Weißensee, in dem er auch hauptamtlich als Sekretär des LDP-Kreisverbandes Weißensee arbeitete. In der Folge stieg er zum Bezirkssekretär auf und war schließlich bis Februar 1949 Landesinstrukteur des LDP-Landesverbandes Thüringen mit Sitz in Weimar. Aufgrund dieser zunehmend herausgehobenen Stellung innerhalb der Thüringer LDP wurde König mit Wirkung vom 17. Februar 1949 als Nachrücker Mitglied des Thüringer Landtages bis zum Ende der Legislaturperiode. Im Oktober 1949 wurde er von der Thüringer LDP als Vertreter des Landes Thüringen in die Provisorische Länderkammer entsandt, der er bis zum Oktober 1950 angehörte. Im Landtag übernahm Koenig ab April 1950 von dem Jenaer Universitätsprofessor und Historiker Friedrich Schneider den Fraktionsvorsitz bis zum Ende der Legislaturperiode.
Über Koenigs weiteres Wirken ist bisher (Stand 4/2023) nichts bekannt, er starb 1972 im Alter von 70 Jahren in Erfurt.